# Caril de camarão

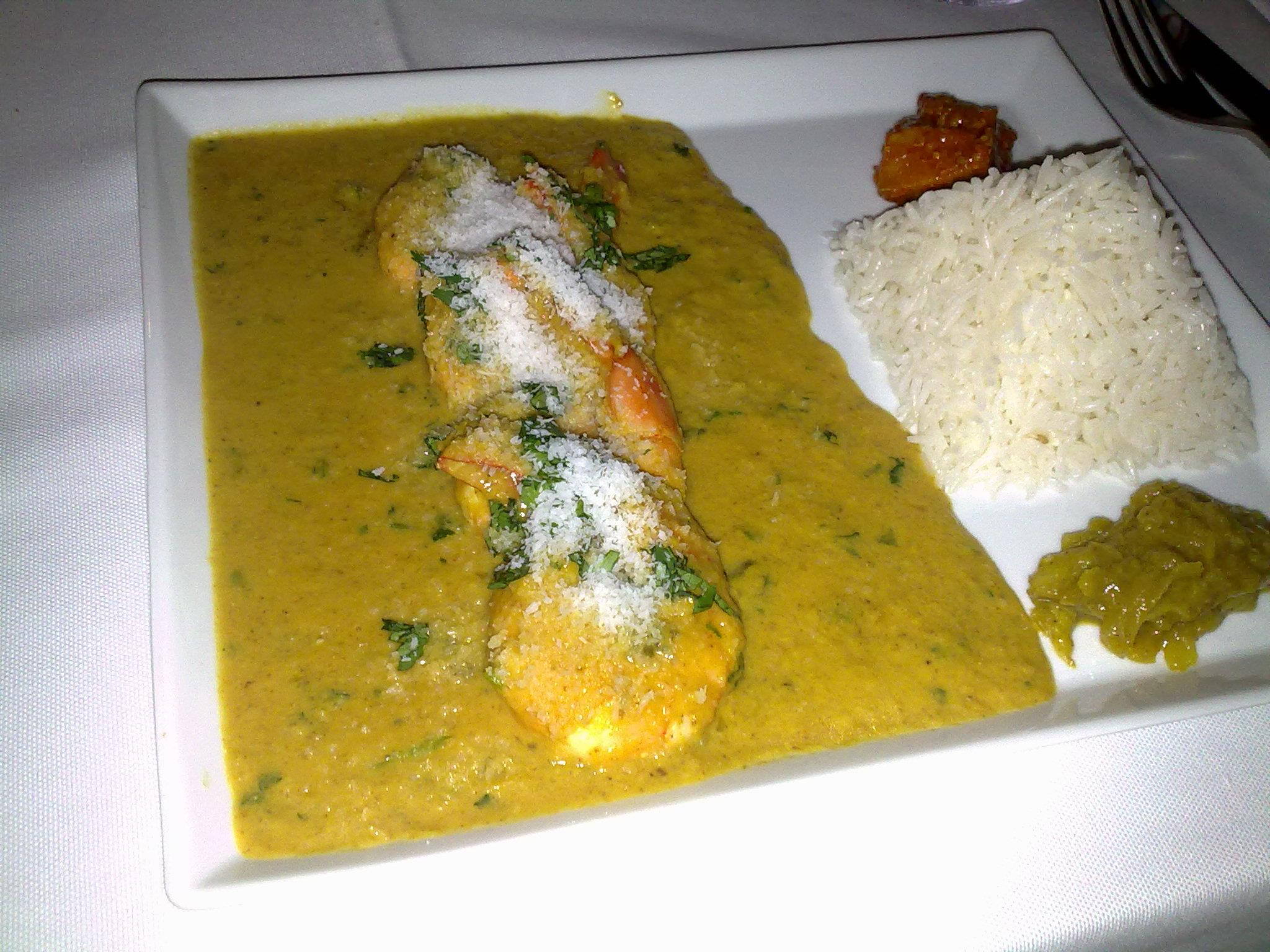
Caril de camarão

Caril de camarão é um prato típico da culinária indo-portuguesa de Goa, Damão e Diu, outrora pertencentes ao Estado Português da Índia, e da culinária de Moçambique.
Tal como o nome sugere, trata-se de um prato preparado com camarão, apresentando um molho espesso de tonalidade amarela. Entre outros ingredientes, pode incluir coco ralado, açafrão, cominhos, coentros, malagueta, cebola, alho, tamarindo, vinagre, açúcar e sal.
É normalmente acompanhado por arroz branco.
Em Portugal, é possível encontrá-lo nas ementas de restaurantes goeses e moçambicanos.